# أل بوريس
أل بوريس (بالإنجليزية: Al Burris)‏ هو لاعب كرة قاعدة أمريكي، ولد في 28 يناير 1874 في Warwick, Maryland ‏ في الولايات المتحدة، وتوفي في 24 مارس 1938 في سالزبوري في الولايات المتحدة.

## وصلات خارجية
- أل بوريس على موقعبيزبول رفرنس.كوم (الدوري الرئيسي) (الإنجليزية)